# Keresztúrszék
Keresztúrszék Erdély egykori székely közigazgatási területe, Udvarhelyszék két fiúszékének (Keresztúrszék, Bardócszék) egyike. Környéke keresztúri és bözödi járásával együtt 1477–től Keresztúr fiúszéket alkotta 550 km2-en.

## Fekvése
Udvarhelyszék délnyugati részén, Székelyudvarhelytől nyugatra feküdt. Udvarhelyszék fiúszéke volt Bardócszékkel együtt.

## Története
Keresztúrszék nevét 1332-ben a pápai tizedjegyzék említette először S. Crux néven, majd 1474-ben egy oklevél Sedes Kerezthur néven, Környéke keresztúri és bözödi járásával együtt 1477–től Keresztúr fiúszéket alkotta. Falvait 1602-ben sorolták föl először. Központja Keresztúr volt, melyet az újkorban lakóinak jellegzetes foglalkozása miatt Székely-, vagy lófarokszőrből fátyolszitát készítőiről Szitáskeresztúrnak is neveztek. Keresztúr a 14-15. század körül vált mezővárossá. A fiúszék a 15. század 2. felénél korábban alakult ki, ekkor már élén bíró (judex) és vének (seniores) álltak, majd 1559-ben adómentességet kapott, adómentessége megmaradt 1562-ben János Zsigmond idejében is.
Keresztúrszék törvényszéke 1764-ben szűnt meg a táblabíróságok fölállításakor, ettől kezdve Udvarhelyszék székelykeresztúri járása lett.

## Települései
- Alsóboldogasszonyfalva
- Alsósiménfalva
- Bethfalva
- Bordos
- Csekefalva
- Décsfalva
- Dobó
- Csöb
- Fiatfalva
- Gagy
- Nagygalambfalva
- Keresztúrfalva
- Kisgalambfalva
- Kiskede
- Kissolymos
- Magyarandrásfalva
- Magyarós
- Magyarzsákod
- Nagykede
- Nagysolymos
- Rugonfalva
- Székelykeresztúr
- Székelyvécke
- Szentmiklós
- Szenterzsébet
- Szentábrahám
- Timafalva
- Újlak
- Újszékely
- Vágás